# Kanton Ducey
Der Kanton Ducey war von 1790 bis 2015 ein französischer Wahlkreis im Arrondissement Avranches, im Département Manche und in der Region Normandie; sein Hauptort war Ducey. Der Kanton Ducey war 97 km² groß und hatte 7611 Einwohner (Stand: 2012).
Der Kanton umfasste Wahlberechtigte aus folgenden zwölf Gemeinden:
| Gemeinde                   | Einwohner Jahr | Fläche km² | Bevölkerungsdichte | Code INSEE | Postleitzahl |
| -------------------------- | -------------- | ---------- | ------------------ | ---------- | ------------ |
| Céaux                      | 434 (2013)     | –          | – Einw./km²        | 50108      | 50220        |
| Les Chéris                 | 266 (2013)     | –          | – Einw./km²        | 50132      | 50220        |
| Courtils                   | 215 (2013)     | –          | – Einw./km²        | 50146      | 50220        |
| Crollon                    | 268 (2013)     | –          | – Einw./km²        | 50155      | 50220        |
| Ducey-Les Chéris           | 2745 (2013)    | –          | – Einw./km²        | 50168      | 50220        |
| Juilley                    | 663 (2013)     | –          | – Einw./km²        | 50259      | 50220        |
| Marcilly                   | 359 (2013)     | –          | – Einw./km²        | 50290      | 50220        |
| Le Mesnil-Ozenne           | 249 (2013)     | –          | – Einw./km²        | 50317      | 50220        |
| Poilley                    | 899 (2013)     | –          | – Einw./km²        | 50407      | 50220        |
| Précey                     | 529 (2013)     | –          | – Einw./km²        | 50413      | 50220        |
| Saint-Ovin                 | 772 (2013)     | –          | – Einw./km²        | 50531      | 50300        |
| Saint-Quentin-sur-le-Homme | 1206 (2013)    | –          | – Einw./km²        | 50543      | 50220        |

Von der Gemeinde Saint-Ovin gehört nur der Ortsteil La Boulouze zum Kanton. Die übrige Gemeinde gehört zum Kanton Avranches. Angegeben ist hier jedoch die Gesamteinwohnerzahl der Gemeinde.